# 撰日法
撰日法（せんじつほう、選日法とも表記される）とは、暦注の日取りの方法のことである。撰日法には月切り・節切り・不断の三種類がある。

## 月切り
月切りとは、暦注の日取りを暦月によるもの、すなわち、旧暦の月の朔日からの干支や日数で決めるものである。月切りで日取りを行う暦注で代表的なものは先勝・友引・先負・仏滅・大安・赤口を表す六曜である。

## 節切り
節切りとは、暦注の日取りを節月によるもの、すなわち、二十四節気の節気からの干支や日数で決めるものである。多くの暦注は節切りによっている。例えば、節切りによる正月は立春から啓蟄の前日までとなる。
俳句の季語の分類も、節切りによるものである。

## 不断
不断とは、暦月・節月によらず暦注の日取りが常に一定のものである。たとえば天恩日は常に一定の干支の日となる。